# Enguerrand de Créqui
Enguerrand de Créqui, mort en septembre 1285/1286, est un prélat français du XIIIe siècle. Il est peut-être le fils de Baudouin, sire de Créquy, de Pressin, etc. et d'Alix, dame de Heilly et de Rumilly, ou de Philippe, sire de Créqui, et d'Alix de Picquigny, et Baudouin est alors un frère d'Enguerrand.
Enguerrand est élu évêque de Cambrai en 1272.  Il assiste  en 1278 à Compiègne au concile provincial que préside Pierre Barbette, archevêque de Reims, et où l'on fait un décret contre les chapitres cathédraux qui prétendent avoir le droit de cesser l'office divin et de mettre la ville épiscopale en interdit pour la conservation de leurs privilèges.  En 1280, il préside aux obsèques solennelles de Marguerite, comtesse de Flandre. Enguerrand jouit de la confiance particulière de l'empereur Rodolphe, qui le charge de mettre Jean d'Avesnes, comte de Hainaut, en possession des terres qui lui ont été conférées, comme Alost et Grammont.
Il est prouvé qu'Enguerrand de Créqui meurt en septembre 1285, et que, par conséquent, ce n'est point lui qui passe en 1301 au siège de Thérouanne. On conçoit difficilement qu'Enguerrand, après avoir occupé l'évêché de Cambrai, alors si riche et si vaste, se fût exilé dans le diocèse moins important de Thérouanne. Ce dernier siège a, en effet, un évêque nommé Enguerrand de Créqui ; mais c'est probablement un cousin-germain, ou peut-être un neveu de l'évêque de Cambrai qui, après avoir été archidiacre en l'église de Thérouanne, devient en 1297 prévôt de la collégiale de Saint-Géry à Cambrai et, en 1301, est préconisé évêque de Thérouanne.

## Source
- H. Fisquet, La France pontificale, Cambrai,  pp. 169 ff.